# Minosia senegaliensis
Espèce
Minosia senegaliensis est une espèce d'araignées aranéomorphes de la famille des Gnaphosidae.

## Distribution
Cette espèce est endémique du Sénégal.

## Description
Le mâle mesure 5,3 mm et la femelle 7 mm.

## Étymologie
Son nom d'espèce, composé de senegal(i) et du suffixe latin -ensis, « qui vit dans, qui habite », lui a été donné en référence au lieu de sa découverte, le Sénégal.

## Publication originale
- Dalmas, 1921 : Monographie des araignées de la section des Pterotricha (Aran. Gnaphosidae). Annales de la Société Entomologique de France, vol. 89, p. 233-328 (texte intégral).